# F-Zero: Maximum Velocity
F-Zero: Maximum Velocity (エフゼロ フォー ゲームボーイアドバンス?, Efu Zero Fō Gēmubōi Adobansu, F-ZERO FOR GAMEBOY ADVANCE) è un videogioco del genere simulatore di guida pubblicato nel 2001 per Game Boy Advance. Titolo di lancio della console portatile, è il terzo capitolo della serie F-Zero, il primo realizzato da Nd Cube.
Il videogioco riprende le caratteristiche di F-Zero per Super Nintendo pubblicato nel 1990. Ambientato 25 anni dopo le vicende del primo titolo della serie, F-Zero: Maximum Velocity presenta 20 nuovi tracciati con ambientazioni e personaggi inediti, segnando l'assenza di Captain Falcon e i protagonisti del capitolo originale.

## Modalità di gioco
F-Zero: Maximum Velocity possiede un totale di 20 tracciati divisi in 4 leghe da 5 ciascuno, secondo la difficoltà. Inoltre F-Zero Maximum Velocity ha tre diversi livelli di difficoltà iniziali: beginner (principiante), standard (medio) ed expert (esperto). Dopo aver completato un intero torneo al livello expert si sbloccherà un quarto livello di difficoltà, master.
| # | Pawn League     | Knight League   | Bishop League | Queen League    |
| - | --------------- | --------------- | ------------- | --------------- |
| 1 | Bianca City     | Tenth Zone East | Bianca City   | Crater Land     |
| 2 | Stark Farm      | Beacon Port     | Ancient Mesa  | Tenth Zone East |
| 3 | Empyrean Colony | Synobazz        | Crater Land   | Empyrean Colony |
| 4 | Stark Farm      | Ancient Mesa    | Cloud Carpet  | Fire Field      |
| 5 | Cloud Carpet    | Stark Farm      | Bianca City   | Fire Field      |